# Úřad jaderného dozoru Slovenské republiky

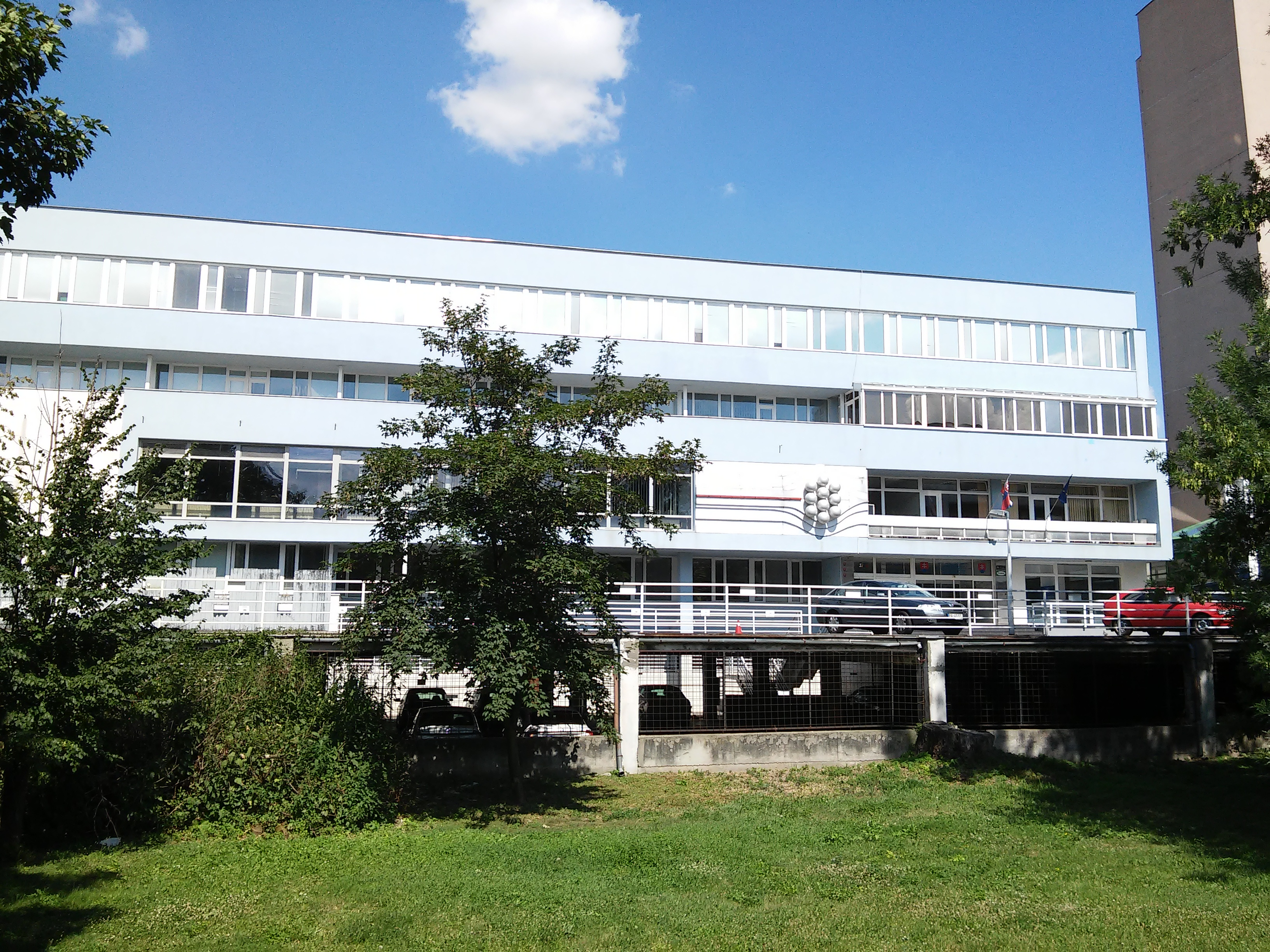
Adresa úřadu

Úřad jaderného dozoru Slovenské republiky je ústřední orgán státní správy Slovenské republiky vykonávající jaderný dozor na území Slovenska. Je také státní rozpočtovou organizací.
Posláním úřadu je "vykonávat státní dozor nad jadernou bezpečností jaderných zařízení tak, aby jaderná energie na Slovensku byla využívána bezpečně a aby nedošlo k ohrožení zdraví obyvatelstva, poškození majetku a životního prostředí". ÚJD sídlí v Bratislavě a má pracoviště v Trnavě. Úřad má také lokalitní inspektory v Jaslovských Bohunicích a Mochovcích.
Předsedkyní úřadu je od roku 2002 Marta Žiaková. Vede 93 pracovníků.
V roce 2011 ÚJD SR provedl 168 inspekcí, z toho "152 skončilo záznamem a 16 formou protokolu". V roce 2011 byla také zahájena dvě správní řízení proti Slovenským elektrárnám, za nesplněné podmínky Jaderného zákona byly uložení pokuty.
Výkon státního dozoru nad jadernou bezpečností stál v roce 2011 celkem 4,662 mil. €.